# Рогович, Николай Афанасьевич
Николай Афанасьевич Рогович (9 (21) декабря 1855, Киев — 17 (30) июня 1913, Германия) — хирург, профессор Томского государственного университета; возглавлял кафедру хирургической патологии и являлся председателем Общества естествоиспытателей и врачей.

## Биография
Николай Рогович родился 9 (21) декабря 1855 года в Киеве в семье дворянина, доктора естественных наук, профессора Афанасия Семёновича Роговича (1812—1878) и Ульяны Яковлевны. В 1880 году Николай окончил медицинский факультет Киевского университета став лекарем и получив право на степень доктора медицины по представлению и защите диссертации. В 1885 году он защитил диссертацию, озаглавленную «К учению о псевдомоторном действии сосудорасширяющих нервов»; стал приват-доцентом Киевского университета.
В 1890 году Николай Рогович переехал в Томск, где занял пост экстраординарного профессора кафедры хирургической патологии и терапии Томского университета. В октябре следующего года он возглавил кафедру хирургической патологии, а в 1895 году — стал ординарным профессором. С 1897 года он состоял ординарным профессором кафедры хирургической факультетской клиники; читал курс по хирургической патологии. За время заведования Роговичем (то есть до 1909 года) через факультетскую клинику прошло 2913 стационарных и 22231 амбулаторных пациента: было проведено 10423 операций; была внедрена асептика и антисептика.
Рогович принимал участие в работе Общества естествоиспытателей и врачей, председателем которого его избрали в 1893 году. Он также неоднократно выезжал за границу с научными целями. 2 октября 1907 года он был исключен из штата профессоров в связи с выходом на пенсию «за выслугой лет». После отставки, в 1909 году, покинул Томск; скончался от болезни сердца, находясь на лечении в Германии.

## Работы
Поскольку Николай Рогович преимущественно занимался практической работой, его научное наследие невелико:
- Речь, произнесенная при открытии клиник 1 октября 1891 г. // Известия Императорского Томского университета. 1892. Кн. 4;
- Отчет хирург. факультетской клиники за 1891/92 уч. г. // Известия Императорского Томского университета. 1894. Кн. 6;
- Элементы борьбы в истории болезни: Речь, приготовленная для произнесения на унив. акте, 22 окт. 1894 г. // Известия Императорского Томского университета. 1895. Кн. 8;
- Отчет хирургической факультетской клиники // Известия Императорского Томского университета.. 1904. Кн. 24;
- Памяти Э. Г. Салищева // Сборник трудов в память Э. Г. Салищева. Томск, 1904.

## Семья
Николай Рогович был женат вторым браком (1891) на дочери потомственного почетного гражданина Елизавете Ивановне Гадаловой (род. 1872); в семье был сын Иван (род. 1892).

## Архивные источники
- Государственный архив Томской области (ГАТО). Ф. 102. Оп. 1. Д. 1080;